# 주제프 사미티에르
주제프 사미티에르 이 빌랄타(카탈루냐어: Josep Samitier i Vilalta ʒuˈzɛp səmitiˈe; 1902년 2월 2일, 카탈루냐 주 바르셀로나 ~ 1972년 5월 4일, 카탈루냐 주 바르셀로나)는 호세 사미티에르(스페인어: José Samitier)라고도 불리는 스페인의 전 축구 선수이자 감독 겸 스카우터로, 선수 시절, 바르셀로나, 레알 마드리드, 니스, 카탈루냐 대표팀, 그리고 스페인 국가대표팀에서 미드필더로 활약하였다. 그는 이후 아틀레티코 마드리드, 니스, 그리고 바르셀로나를 감독하였고, 이후 바르셀로나와 레알 마드리드의 스카우터를 맡았다.
바르셀로나 선수 시절, 사미티에르는 공식 경기에서 184골을 기록해 은퇴 당시 역대 최다 득점자였다. 2020년 기준으로, 그는 리오넬 메시, 세사르, 루이스 수아레스 디아스, 쿠벌러 라슬로에 이어 구단 역대 최다 득점 5위에 올라 있다. 선수 시절, 사미티에르는 중원 장군 역할의 선구자로, 자신의 경기 전개 방식으로 인해 초현실주의자(Surrealista)와 메뚜기 인간(Home Magosta)이라는 별칭이 붙었다.
감독 시절, 그는 바르셀로나의 1944-45 시즌 라 리가 우승을 이끌었고, 스카우터가 되어서는 또다른 바르셀로나 전설 쿠벌러 라슬로를 영입했다. 그러나, 사미티에르는 1960년대에 알프레도 디 스테파노의 스페인행 과정에서 이중 요원으로 활동한 것으로 고발되었고, 결국 엘레니오 에레라와의 불화로 인해 레알 마드리드로 이적했다. 그의 디 스테파노 건 외에도, 두 차례 레알 마드리드 편으로 전향하다가도, 프란시스코 프랑코와 관계를 맺기도 한 그는, 바르셀로나에서 여전히 전설적인 존재로 회자된다. 1972년 그가 영면에 들었을 때, 그는 캄 노우로 이어지는 거리를 따라 국가 장례를 치렀다.

## 클럽 경력

### 유년기
사미티에르는 카탈루냐 주 바르셀로나 출신으로, 인테르나시오날의 유소년부에서 축구를 한 경험이 있는 사미티에르는 1919년에 17세의 나이로 바르셀로나 신고식을 치렀다. 그는 추가 급여에 서명하면서, 고급 시계와 3부 정장을 받았다. 그와 함께 같은 구단에서 활동했던 선수로는 그와 유년 시절에 절친했던 사히바르바가 있었다. 휴일을 카다케스의 카탈루냐 숙소에서 보낸 사미티에르와 사히바르바는 살바도르 달리를 비롯한 여럿과 축구를 했다.

### 바르셀로나
1925년까지, 사미티에르는 스페인에서 최고 급여를 받는 선수였다. 그는 잭 그린웰 감독이 이끄는 전설적인 바르셀로나 선수단에서 활약하는 선수로 사히바르바 외에도 파울리노 알칸타라, 리카르도 사모라, 펠릭스 세수마가, 그리고 나중에 합류한 플러트코 페렌츠와 함께 리그의 강호로 군림했다. 1919년부터 1933년 사이, 그와 바르셀로나 선수단은 카탈루냐 선수권 대회를 12번, 코파 델 레이를 5번 우승하였고, 초대 라 리가 우승의 주인공도 되었다. 그가 넣은 많은 골들 중에 그는 1922년, 1925년 1926년, 그리고 1928년의 4번이나 되는 코파 델 레이 결승전에서 득점을 신고하였다.

### 마드리드 축구단
1933년, 나이든 사미티에르는 바르셀로나 경영진과 마찰을 빚었고, 그에 따라 1군에서 제외되었다. 당시 마드리드 축구단으로 알려진 레알 마드리드가 이를 파악하고 협상에 들어갔다. 사미티에르는 옛 동료 리카르도 사모라와 조우하였고, 감독이 된 프란시스코 브루와도 한배에 탔다. 비록 마드리드에서 머문 기간을 짧았으나, 사미티에르는 1932-33 시즌에 리그를 우승하고 1934년에 코파 데 에스파냐를 우승하는데 도왔다.

### 프랑스 추방
1936년, 사미티에르는 잠깐 감독일을 하면서 감독직에 입문했다. 그는 시즌 도중에 프레드 펜틀랜드의 지휘봉을 이어받았지만, 시즌 말의 강등을 막는 데에 실패했다. 그러나, 사미티에르가 아틀레티코 마드리드의 강등 이후 맞는 첫 시즌의 개막은 스페인 내전으로 연기되었다. 그는 무정부주의 시민군에게 잡혔다가 풀려났고, 프랑스로 전함을 타고 망명했다. 그의 탈출은 국민파 진영이 마르카 지의 명의로 인쇄되어 이용되었다. 1936년 10월, 그는 니스에 선수로 입단하여 리카르도 사모라와 다시 재회했다. 그는 프랑스 리그에서 82경기 출전하여 47골을 기록했다. 그는 1939년에 현역 선수 생활을 마치고 1942년에 니스를 잠깐 감독했다.

### 바르셀로나 복귀
사미티에르는 다시 스페인 땅을 밟고 1944년에 바르셀로나의 감독이 되었다. 1944-45 시즌, 그는 소속 구단의 통산 2번째 라 리가 우승을 이끌었다. 이후, 바르셀로나는 코파 데 오로 아르헨티나에서 코파 델 헤네랄리시모를 우승한 아틀레틱 빌바오를 이겼다. 사미티에르는 이후 구단의 수석 스카우터가 되어 또다른 바르셀로나의 전설 쿠벌러 러디슬러오를 영입하는데 중요한 역할을 했다.
1950년 여름, 쿠벌러는 소속 구단 운가리아와 함께 스페인에 도착하였다. 이 선수단은 동유럽에서 피난 온 선수들로 구성되어 있었다. 운가리아는 마드리드 대표팀, 스페인 국가대표팀, 그리고 에스파뇰을 상대로 몇 차례 친선경기를 펼쳤다. 그 동안, 쿠벌러는 레알 마드리드와 사미티에르가 동시에 포착했다. 쿠벌러는 마드리드의 입단 제의를 받았지만, 사미티에르의 설득으로 바르셀로나에 입단했다. 호사가들의 말에 따르면 사미티에르는 프랑코 정권과 연계하여 이적을 성사시켰다는 말이 있다. 냉전 와중에, 쿠벌러의 서방 탈출은 프랑코 정권이 영화를 만들 소재로 사용했고, 쿠벌러와 사미티에르는 평화를 찾는 별들의 영화에 직접 출연하였다.

## 국가대표팀 경력
1920년, 리카르도 사모라, 펠릭스 세수마가, 피치치, 그리고 호세 마리아 벨라우스테는 주제프 사미티에르와 함께 스페인 국가대표팀 원년 선수단의 일원들이었다. 프란시스코 브루가 이끈느 스페인 선수단은 1920 올림픽에서 은메달을 획득하였다. 그는 이후 21번의 국가대표팀 경기에 출전해 2골을 넣었다.
사미티에르는 카탈루냐 대표팀 경기에 최소 21번 출전해 최소 15골을 기록하였다. 그러나, 당시의 기록은 정확한 통계가 없기 때문에 더 많은 득점을 올렸을 것으로 추정된다. 그는 파울리노 알칸타라, 사히바르바, 그리고 리카르도 사모라와 함께 카탈루냐 대표팀이 1920년대에 지역간 대회인 아스투리아스공 대회(Copa Princep de Asturies)에서 3차례 우승하도록 도왔다. 1924년 결승전에서 그는 카스티야를 상대로 2골을 넣어 4-4 무승부로 경기를 끝내고, 3-2로 이긴 재경기에서도 득점을 올렸다. 그의 마지막 카탈루냐 대표팀 경기는 1936년 1월 19일, 레스 코르츠에서 열린 자신의 헌정 경기였다. 그는 체코슬로바키아의 시데니체와의 경기에서 득점하였고, 경기 결과는 1-1 무승부였다.

## 수상

1928년, 바르셀로나의 사미티에르

### 클럽
바르셀로나
- 라리가: 1929
- 코파 델 레이: 1920, 1922, 1925, 1926, 1928
- 카탈루냐 선수권 대회: 1918–19, 1919–20, 1920–21, 1921–22, 1923–24, 1924–25, 1925–26, 1926–27, 1927–28, 1929–30, 1930–31, 1931–32

마드리드 축구단
- 라 리가: 1932-33
- 코파 델 레이: 1934

### 국가대표팀
스페인
- 올림픽 은메달: 1920

카탈루냐
- 아스투리아스공 컵: 1922, 1924, 1926

### 감독
바르셀로나
- 라 리가: 1944-45
- 코파 데 오로 아르헨티나: 1945

### 일반
- Morbo: The Story of Spanish Football (2003),  Phil Ball. 저서 링크
- Evans, Hilary; Gjerde, Arild; Heijmans, Jeroen; Mallon, Bill. “주제프 사미티에르”. 《Olympics at Sports-Reference.com》. Sports Reference LLC. 2020년 4월 18일에 원본 문서에서 보존된 문서.

### 상세
1. 1 2 3  Das, Srijandeep (2017년 11월 28일). “Salvador Dali's Favourite Footballer – Surrealista, Josep Samitier”. 《Football Paradise》. 2018년 1월 8일에 확인함.
2. ↑  Martín Otín, José Antonio (2011). 〈Un tanguito de arrabal〉. 《El fútbol tiene música》. Córner. ISBN 978-8415242000.